# Grästorp (plaats)
Grästorp is de hoofdplaats van de gemeente Grästorp in het landschap Västergötland en de provincie Västra Götalands län in Zweden. De plaats heeft 2917 inwoners (2005) en een oppervlakte van 219 hectare.

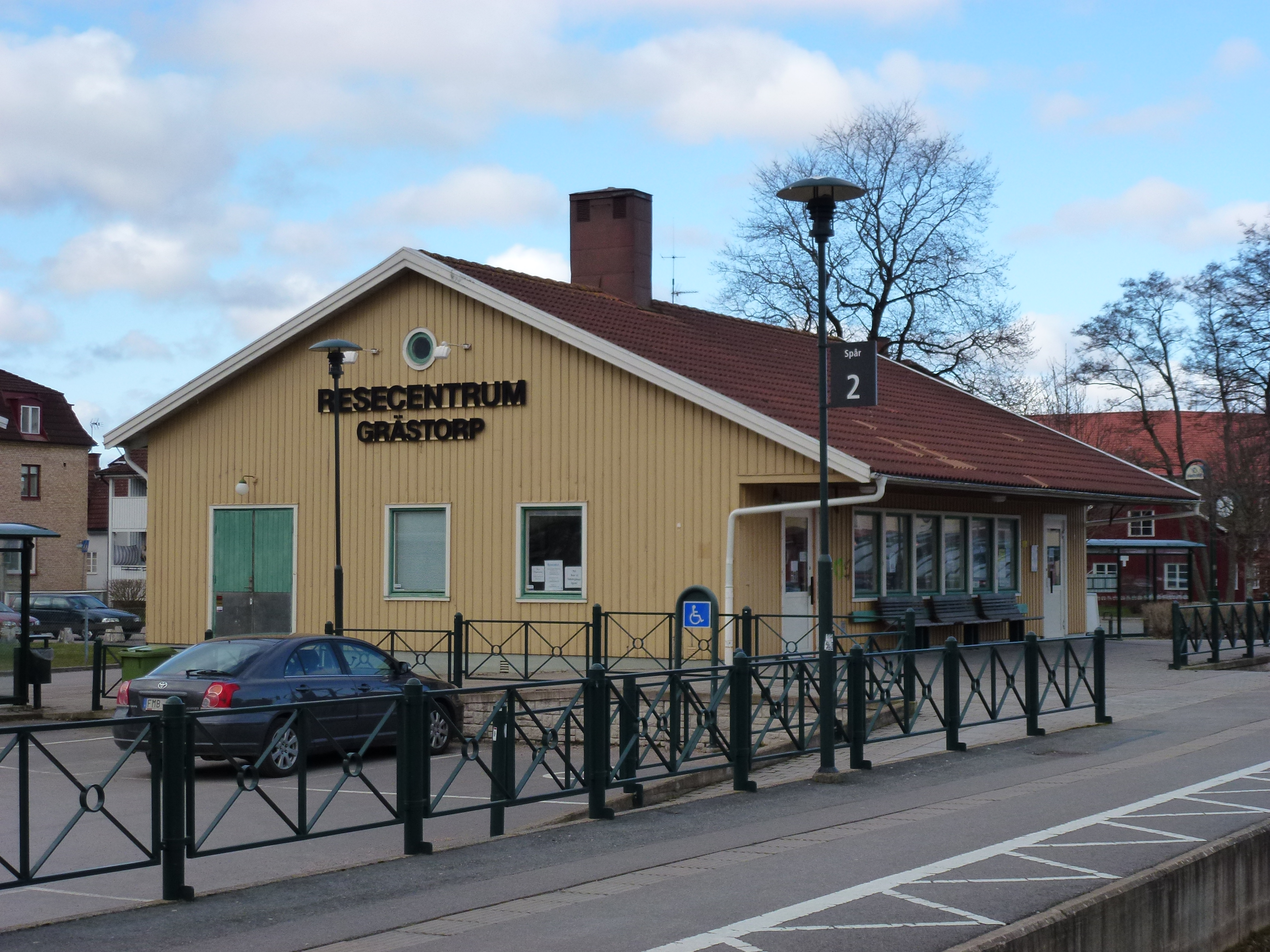
Station van Grästorp
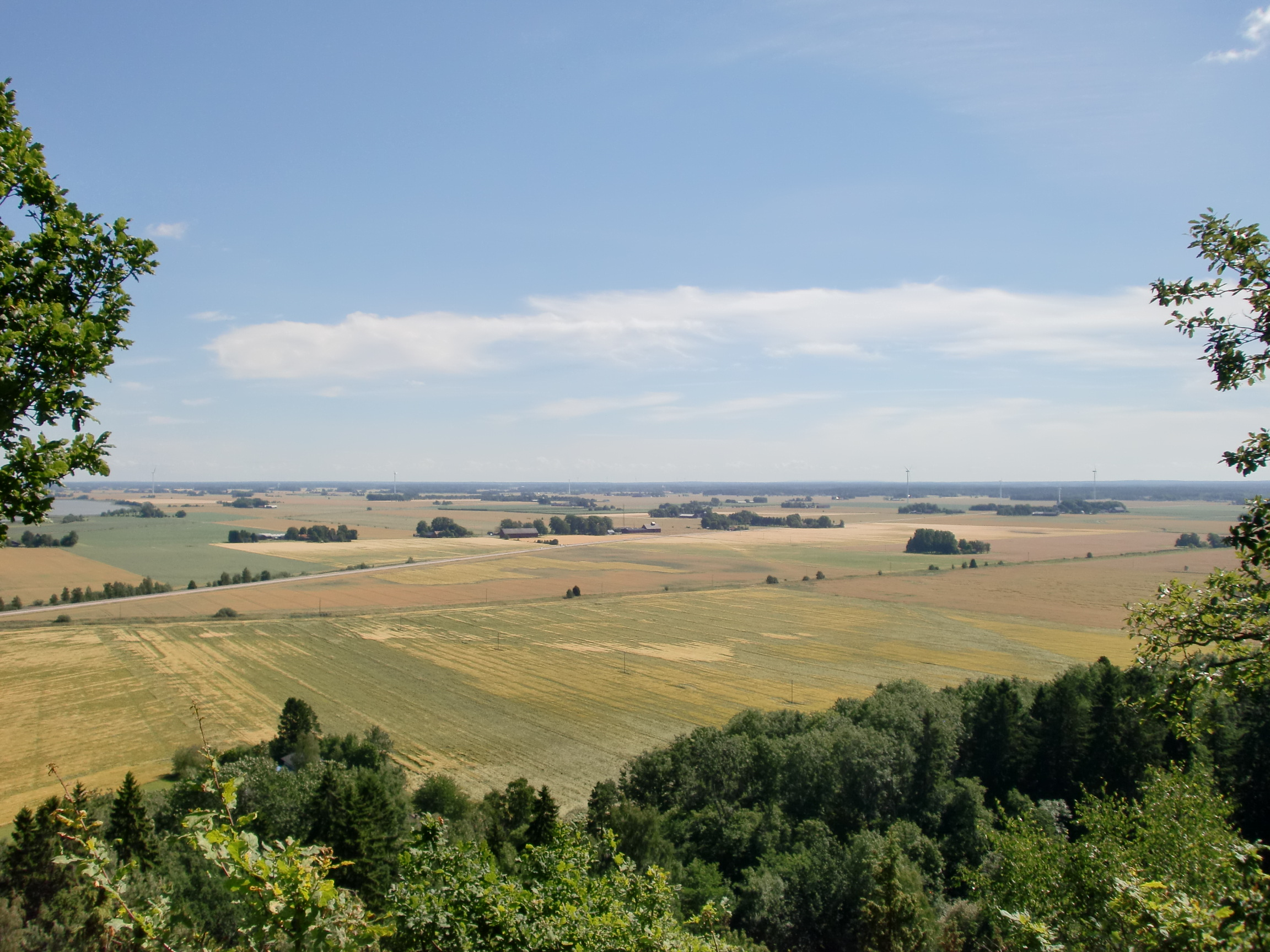
Grästorp en omgeving

## Verkeer en vervoer
Bij de plaats lopen de Riksväg 44, Riksväg 47 en Länsväg 186.
De plaats heeft een station aan de spoorlijnen Uddevalla - Borås en Uddevalla - Vänersborg - Herrljunga Järnväg.